# 1922 Zulu
Zulu (asteroide 1922) é um asteroide da cintura principal, a 1,682316 UA. Possui uma excentricidade de 0,480524 e um período orbital de 2 128,67 dias (5,83 anos).
Zulu tem uma velocidade orbital média de 16,55090276 km/s e uma inclinação de 35,42944º.
Esse asteroide foi descoberto em 25 de Abril de 1949 por Ernest Johnson.
Seu nome é uma referência aos Zulu, etnia africana.